# Distretto di Yauya
Il distretto di Yauya è un distretto del Perù nella provincia di Carlos Fermín Fitzcarrald (regione di Ancash) con 5.288 abitanti al censimento 2007 dei quali 569 urbani e 4.719 rurali.
È stato istituito il 18 novembre 1905.